# آخرین روزهای دولوین
آخرین روزهای دولوین (به انگلیسی: The Last Days of Dolwyn) (به نام زنان دولوین برای بازار آمریکا تغییر نام داده است)  یک سینمایی در ژانر درام بریتانیایی محصول سال ۱۹۴۹ میلادی به کارگردانی املین ویلیامز و با بازیگری ادیت اوانز، املین ویلیامز، ریچارد برتون و آنتونی جیمز میباشند. 

## انتقادات
این فیلم علی‌رغم نقدهای خوب ، به طور ناامید کننده در گیشه ناموفق شد. 